# 2021年のアルガルヴェグランプリ
2021年のアルガルヴェグランプリは、ロードレース世界選手権の2021年シーズン第3戦として、4月18日にポルトガルのアルガルヴェ・インターナショナル・サーキットで開催された。